# Awersja seksualna
Awersja seksualna – forma dysfunkcji seksualnej polegająca na unikaniu relacji seksualnych, związanym czasami z odczuciem wstrętu wobec wszelkich przejawów seksualności.
Do przyczyn awersji seksualnej należą: rygorystyczne wychowanie, bycie ofiarą wykorzystywania seksualnego, zaburzenia seksualne partnera, jego romans oraz zaniedbywanie higieny.
Częściej niż unikanie kontaktów seksualnych spotyka się przypadki anhedonii seksualnej, tj. utraty możliwości przeżywania przyjemności ze stosunku, będące efektem analogicznych procesów dezaprobaty własnej seksualności i obrony przed jej manifestowaniem.
Awersji seksualnej nie należy mylić z aseksualnością, w której nie istnieje odczucie pociągu do żadnej z płci i nie ma wiele wspólnego ze wstrętem wobec stosunków.